# Fuglesang
Fuglesang er i daglig tale fuglestemmer. Ornitologisk set deles fuglestemmer i sang og kald, hvor sangen er de lyde, der anvendes ved forsvaret af et territorium eller for at tiltrække en mage, mens de ofte simplere kald fx anvendes som kontaktlyd mellem individer i flokke. Fuglesang udføres oftest af hannen i yngletiden og er specifik for den enkelte fugleart. Visse fugle er i stand til at efterligne andre fuglestemmer. Eksempler på dette er stæren og papegøjen, der endda kan efterligne mennesker.
Fuglesangen udføres oftest fra en høj sangpost, hvor sangen kan høres langt omkring. Sangen kan også udføres flyvende i såkaldt sangflugt, hvilket fx ses hos sanglærken, der lever i åbent land og er i besiddelse af en langvarig sang, der foredrages højt over jorden på svirrende vinger.

## Definition
Man kan definere fuglesang mere eller mindre omfattende i forhold til fuglens andre stemmer. Nogle definerer kun fuglesang som de fuglestemmer, der anvendes ved bl.a. pardannelsen og som samtidig har en vis længde og kompleksitet. Andre bruger kun fuglestemmens funktion som basis, således at også korte lyde som duers kurren eller ikke-vokale lyde som spætters trommen og dobbeltbekkasinens brægen betragtes som sang. Atter andre kræver at fuglestemmen skal kunne beskrives som sammensat af temaer og have en regelmæssig opbygning ligesom musik, for at kunne kaldes sang.
Indenfor ornitologi anvendes oftest den brede definition, hvor sangen blot defineres ud fra sin funktion indenfor territoriehævdelse og pardannelse.

## Fuglestemmer
Evnen til at synge er bedst udviklet i ordenen af spurvefugle og papegøjer, specielt blandt sangfugle (osciner), hvis stemmeorgan syrinx er særlig kompliceret udviklet. Også f.eks. vadefugle, duer og ugler har veludviklede stemmer, men ikke en varieret sang som hos sangfuglene. Andre fuglegrupper er næsten stumme eller kun i stand til at frembringe trommende eller rytmiske lyde, såsom storke der knebrer ved at slå næbhalvdelene sammen. Hos nogle af de sydamerikanske manakiner (Pipridae) har hannerne særlige fjer, der gør det muligt at frembringe mekaniske lyde ved stridulation ligesom hos fx græshopper.
Udenfor de tropiske områder i Eurasien og Amerika er det næsten udelukkende hannerne, der synger. En undtagelse er dog fx rødhals, hvor også hunnen kan synge. Derimod er det almindeligt for hunner at synge lige så meget som hanner i troperne og især i ørkenområderne af Afrika og Australien. Dette har været kendt i lang tid og forbindes generelt med det langt mere uregelmæssige klima uden årstider i tørre områder. Det betyder, at fuglene skal være i stand til at kunne yngle når som helst, hvis omstændighederne pludselig skulle tillade det, selvom de måske ikke har ynglet i flere år på grund af utilstrækkeligt fødegrundlag. Under disse forhold må begge køn pludselig kunne bringes i ynglestemning, hvilket fuglesangen, især sang i duet mellem kønnene, sørger for. Den høje andel af syngende hunner i troperne, Australien og det sydlige Afrika, har måske også at gøre med den lavere dødelighed, hvilket giver mulighed for stærkere bånd kønnene imellem og en højere grad af territoriehævdelse.

## Funktion

### Sang
Fuglesang har grundlæggende tre funktioner:
- At markere hannens territorium overfor andre hanner.
- At lokke hunner til, og derved blive valgt af en hun som mage.
- At sætte hunnen i ynglestemning, så hun bliver parringsvillig.

Desuden er sangen specifik for den enkelte art, således at forskellige arter ikke hybridiserer. Som eksempel kan nævnes de almindelige danske ynglefugle gransanger og løvsanger. De ligner hinanden meget, men har meget forskellig sang. Gransangeren har en monoton sang, der kan gengives som tjif-tjaf, tjif-tjaf..., mens løvsangeren har en meget mere melodisk sang, der på svensk gengives: Snälla lilla rara mamma, kan jag inte få gå på bio i kväll?. Også fuglenes kaldestemmer er ofte karakteristiske. Disse forskelle mellem arternes stemmer udnyttes desuden af ornitologer til artsbestemmelse.
Fuglesangen har udviklet sig gennem seksuel selektion, og eksperimenter peger på, at "kvaliteten" af en fugls sang kan være en god indikator for dens styrke og udholdenhed. Eksperimenter viser f.eks., at parasitter og sygdomme kan have direkte indflydelse på selve sangen som fx dens hastighed, hvilket derfor er en pålidelig indikator for hunnen, når hun skal vælge en han. Størrelsen af en fugls sangrepertoire, det vil sige antallet af forskellige sangvarianter, lader også til at kunne vise dens generelle sundhedstilstand hos visse arter. Hanners evne til at bekendtgøre og opretholde deres territorier ved hjælp af sang, viser derfor deres styrke og udholdenhed overfor hunnerne.
Nogle sangfugle synger i duet, hvor to rivaliserende hanner synger i respons til hinanden. Undertiden kan sangen fra den ene fugl tidsmæssigt overlappe den andens sang eller der svares med en særlig sangvariant. Undersøgelser har vist, at hunner foretrækker hanner, der på en af disse måder er i stand til at svare på en andens sang. En hun kan af denne grund finde på at parre sig med en anden han end sin mage. Duetsang er f.eks. almindeligt for den nord- og mellemamerikanske carolinasmutte (Thryothorus ludovicianus).
Undertiden kan sang udenfor yngletiden fungere som oplæring for yngre artsfæller. Hos den nordamerikanske blå sanger (Setophaga caerulescens) synger hanner, der har haft succes med at få afkom, for at påvirke ungernes sangindlæring, mens hanner uden ynglesucces er tavse. Denne sang efter yngletiden tjener utilsigtet til, at hanner uden ynglesucces informeres om hvilke habitater, der i fremtiden vil kunne give højere sandsynlighed for ynglesucces. Kommunikation ved hjælp af sang giver således en genvej i forhold til at finde de gode habitater og sparer besværet med direkte at skulle forsøge sig i forskellige vegetationstyper.

### Kald
Fuglenes kald har oftest som funktion, at videregive en stemning eller en hensigt til andre fugle. Det kan både være mellem individer af samme art eller på tværs af arter.
I yngletiden findes grundlæggende tre typer kald: kald mellem voksne fugle, ungernes kald henvendt til de voksne (tiggekald) og de voksnes kald til ungerne.
Udenfor yngletiden, hvor nogle fugle opholder sig i flokke, benyttes andre kald, der f.eks. kan benævnes kontakt-, flok-, flugt-, lokke- eller trækkald. Disse navne er ikike entydige og bruges ofte i flæng. Flugtkaldet har navn efter, at det ofte benyttes i flugten, det vil sige flyvende (ikke flygtende). Andre kald kan være advarsels- eller truekald.
Som eksempel kan nævnes nogle af solsortens kald: som varselskald findes et djyk-djyk (fare fra jorden) eller et lyst sii (fare fra luften). Alarmkaldet kan være et tjuk-tjuk, hvilket også kan være del af en længere serie. Det aggressive kald kan lyde som pist pist og kontaktkaldet et lyst srii, hvilket ofte høres fra flyvende fugle ved aftentide.
Alarmkaldet er for mange småfugle et skingert siiii, der på grund af det høje toneleje er svært at lokalisere for eventuelle rovdyr. Dette kald kan forstås af flere forskellige dyrearter, således at de kan advare hinanden om f.eks. en rovfugl i luften. Til forskel fra advarselskald, kan de kald, der anvendes når fugle mobber fx en ugle eller et andet rovdyr, nemt lokaliseres, således at flere fugle kan tiltrækkes og hjælpe med at fortrænge truslen. Disse "mobbekald" indeholder nemlig et bredt spektrum af frekvenser.
Nogle fugle kan individuelt genkende hinanden ud fra deres kald. F.eks. kan mange fuglearter der yngler i kolonier finde deres unger ved hjælp af ungernes kald. Kald kan undertiden endda være så forskellige indenfor samme art, at mennesker kan høre forskel.
Mange fuglearter benytter sig af "duetkald", hvor to fugle nær hinanden samtidigt anvender samme kald. I nogle tilfælde er kaldene så præcist samtidige, at det lyder som kaldet fra en enkelt fugl. Duetkald er registreret indenfor så forskellige fuglegrupper som tandvagtler (Odontophoridae), hjelm- og busktornskader (Prionopidae og Malaconotidae), timalier som segltimalier samt hos nogle ugler og papegøjer.

### Andre lyde
Visse fugle, der yngler i grotter, hvilket indbefatter den sydamerikanske fedtfugl (Steatornis caripensis) og visse salanganer (arter af slægterne Collocalia og Aerodramus), anvender lydbølger til ekkolokalisering i mørket. Salanganer er sejlere, der yngler i det tropiske bælte fra det Indiske Ocean mod øst til det vestlige Stillehav. Hovedparten af denne ekkolokalisering foregår i frekvensområdet mellem 2 og 5 kHz.
Tjuren er den eneste fugl, der er kendt for at anvende infralyd (omkring 20 Hz). Ultralyden opstår, når hannerne på spillepladserne hoppende basker med vingerne.

## Danske fuglestemmer
Der findes også i Danmark et stort antal syngende fugle. Alene i skoven kan man træffe omkring 70 forskellige fuglearter mere eller mindre almindeligt, der benytter sig af sang i bredeste forstand, hvor fx også spætternes trommen og duehøgens skrig er medregnet. De fleste fugle synger i maj og juni måned. Her begynder de første fugle at synge allerede en time inden solopgang. Det er især arterne solsort, rødhals og sangdrossel, der begynder deres sang meget tidligt. Bortset fra nattergalen og andre natsangere, er det også disse arter, der om aftenen er de sidst syngende fugle, cirka en halv time efter solnedgang. Det er generelt morgen og aften at de fleste fugle synger.

### Årsvariation
Årets første fuglesang kan høres allerede sidst på vinteren, men begynder for alvor i marts og april, hvor standfugle og hjemvendte trækfugle fra det sydvestlige Europa, er ankommet. I maj og juni, hvor også trækfuglene fra Afrika er ankommet, er fuglesangen på sit højeste. Herefter dør den ud i løbet af juli efterhånden som yngletiden er overstået for de fleste fugle. Der kan dog høres fuglesang helt hen i september og oktober.
Nogle arter synger mere eller mindre regelmæssigt hele året. Det gælder f.eks. for natugle, gærdesmutte og mejser. Trækfugle fra Afrika har ofte en meget kort sangperiode som f.eks. rødrygget tornskade. Fugle, der yngler i byer og haver begynder deres sang tidligere på året og slutter den senere end deres artsfæller i skoven. Dette gælder f.eks. for jernspurv, grønirisk og bogfinke. 

### Døgnrytme
Fuglesangen er mest intens lige omkring solopgang og er betydeligt mindre i løbet af dagen. Ved solnedgang er der igen øget sangaktivitet, men ikke så kraftig som om morgenen.
Det der er mest afgørende for det præcise tidspunkt for sangstart om morgenen er lysmængden, det vil sige hvornår solen står op. Også vejret spiller en rolle, således at fuglene begynder deres sang senere på overskyede dage. På samme måde synger fuglene længere om aftenen, hvis det er lyst i vejret. Levestedet har desuden betydning. I have og by begynder fuglene deres sang tidligere om morgenen end i skoven og synger længere om aftenen.

## Sangtyper
Sangen blandt sangfugle kan naturligt deles i to hovedgrupper. Den ene omfatter korte sange, der gentages uden variation og med større eller mindre pauser imellem. Den anden omfatter længerevarende sange, hvis indhold kan varieres fra gang til gang, og som ofte synges med korte pauser eller ud i et. Opdelingen mellem disse to typer har en biologisk baggrund, idet de korte sange ofte anvendes til at markere et territorium, hvor der er brug for indskudte pauser, for at lytte efter eventuelle rivaler. De lange, variable sange benyttes derimod i højere grad til at lokke en hun til. Disse sange demonstrerer hannens styrke overfor hunnen og lyttepauser er derfor ikke nødvendige. Hunner foretrækker desuden generelt de sange, der er mest varierede.
Subsang er ofte svag, kvidrende og variabel i forhold til artens normale sang. Den synges om foråret af især unge hanner og kan tolkes som en slags "øvesang".
Korsang er kendt fra mange fugle. I Danmark er stære, vindrosler og sjaggere kendt for at synge i kor, det vil sige i flok. Dette kan ske både i og udenfor yngletiden.

### Imitation
Nogle fuglearter er fremragende til at efterligne (imitere) lyde, f.eks. andre fugles sang. Fra Danmark kendes fx stæren og kærsangeren, der i sangen efterligner mange fuglearter fra vinterkvarteret i Afrika. De mest kendte imitatorer er nok beoen og papegøjerne, der også kan efterligne menneskestemmer.
I troperne spiller arter, der er gode imitatorer, såsom drongoer, måske en rolle i dannelsen af såkaldt blandede flokke, der består af forskellige fuglearter som søger føde sammen.
Imitation kan således omfatte efterligning af individer fra samme art, fra forskellige arter eller endda af menneskeskabte lyde. Der er blevet fremsat mange teorier om hvorfor imitation findes hos fuglene. F.eks. er det foreslået at imitation er en del af seksuel selektion ved at fungere som indikator for fuglens styrke, at imitation kunne være en hjælp for redeparasitter eller at imitation kunne beskytte mod prædation. Der lader dog til at mangle beviser for, at imitation har nogen sikker funktion. Mange fugle, især hulrugere, er kendt for at efterligne slangers hvæsen, hvilket måske kan afskrække prædatorer på nær hold.

### Danske eksempler
Den første gruppe af korte, velafgrænsede sange er i Danmark repræsenteret ved fugle som bogfinke, gulspurv, rødhals, løvsanger, fuglekonge og jernspurv. Sangen fra disse fugle varer kun 2-4 sekunder. Disse fugles sang kan nogle gange omskrives til en sætning. Bogfinkens sang gengives fx tit som det det det det ka' jeg si' li' så tit det ska vær'. Musvittens monotone og rytmiske sang kan gengives som en filende sav: dy-di, dy-di, dy-di....
Den anden gruppe af længerevarende sange omfatter f.eks. sanglærke, stær og nattergal. Nogle af disse sange er improviserede, mens andre har faste motiver, der nogle gange gentages. Sangdroslen kan variere sin sang meget, men har altid gentagelser og gengives på engelsk som Kiss me!, kiss me! Do it!, do it!, do it! Be quick! Be quick!,....
Der findes andre inddelinger af fuglesangen, der baserer sig på om sangen fx er frit komponeret eller den er rytmisk opbygget.

## Tonehøjde
Fugle kan høre lyde fra under 50 Hz til over 20 kHz (ultralyd), hvor den største følsomhed ligger i området mellem 1 og 5 kHz.
Det frekvensområde som fuglene anvender, afhænger af levestedets karakter og dets baggrundslyde. Sang og kald, der består af lavfrekvente lyde uden hurtige toneskift er bedst egnet til habitater med tæt vegetation, fordi disse lyde i mindre grad reflekteres (som ekko) af vegetationen. Sang og kald med højfrekvente lyde, der har hurtige toneskift er derimod fordelagtige i åbne habitater, fordi de formindskes mindre i styrke her. I nogle fugles sang udnyttes ekkoeffekten i habitater med tæt vegetation, idet de lyde, der ligger indenfor et smalt toneområde (frekvensområde) her ses at være længere i varighed og større i styrke.
Fugle synger også kraftigere og i et højere toneleje i byområder, hvor baggrundstøjen består af lavfrekvente lyde. Trafikstøj er i undersøgelser påvist at mindske musvittens ynglesucces på grund af overlap mellem frekvensområderne for støjen og fuglens stemme. En forøgelse af lydstyrken ligesom en mere højfrekvent sang udligner dog de negative effekter af støjen i byen.

## Indlæring
Så tidligt som i 1773 blev det fastslået at fugle lærer sig at synge, i hvert fald når det gælder visse sangfugle. Som et eksperiment lod naturhistorikeren Daines Barrington (1728 – 1800) bl.a. en sanglærke opfostre nogle tre uger gamle hanlige unger af tornirisk, og det viste sig at disse unger senere fik en sang, der var lig sanglærkens. Hos mange arter lader det til, at selvom der findes en basal sangskabelon fælles for individer indenfor samme art, så lærer unge fugle detaljerne i sangen af den syngende forældrefugl eller af fugle i nærheden. På den måde kan der i løbet af generationer opstå dialekter af fuglesang indenfor bestemte geografiske områder.
Hos sangfugle som bogfinke læres sangen således ved at lytte til andre fugle. Ungerne lytter og indprenter sig i første omgang de voksnes sang. Senere begynder de aktivt at øve sig, først nærmest pludrende, hvor de synger en såkaldt subsang, for til sidst at nå den endelige sang, der herefter ligger fast. Hos den meget undersøgte zebrafinke lytter de unge fugle til de voksnes sang i en periode på cirka 30 dage, mens de har brug for omkring 45 dage til at øve sig i praksis. I en alder af 90 dage ændrer sangen sig ikke mere.
Hos mange andre fuglegrupper er sangen dog i højere grad medfødt.

## Referener
1. ↑  
Ehrlich, Paul R.; Dobkin, David S.; Wheye, Darryl, "Bird Voices" and "Vocal Development" from Birds of Stanford essays, hentet 18. september 2013
2. ↑  
Howell, Steve N. G.; Webb, Sophie (1995), A Guide to the Birds of Mexico and Northern Central America, Oxford University Press, ISBN 0-19-854012-4
3. ↑  
Beaman, M.; Madge, S.; Olsen, Klaus Malling (1998), Fuglene i Europa, Nordafrika og Mellemøsten, Gads Forlag, s. 29, ISBN 8712022764
4. ↑  
Sclater, PL (1860), "List of Birds collected by Mr. Fraser in Ecuador, at Nanegal, Calacali, Perucho, and Puellaro, with notes and descriptions of new species", Proc. Zool. Soc. London, s. 83-97
5. ↑  
Darwin, Charles (1871), The descent of man and selection in relation to sex. volume 2, John Murray, London, s. 65-66, ISBN 1-108-00510-1
6. ↑  
Bostwick, Kimberly S.; Prum, Richard O. (2005), "Courting Bird Sings with Stridulating Wing Feathers", Science, vol. 309, no. 5735, s. 736, doi:10.1126/science.1111701, PMID 16051789
7. 1 2  
Robinson, Angus, "The Biological Significance of Bird Song in Australia", Emu, vol. 48, no. 4, s. 291-315
8. ↑  
Hartshorne, Charles (marts 1958), "Some Biological Principles Applicable to Song Behavior", The Wilson Bulletin, vol. 70, no. 1, s. 41-56
9. ↑  
Slater, Peter J. B.; Mann, Nigel I. (juli 2004), "Why do the females of many bird species sing in the tropics?", Journal of Avian Biology, vol. 35, no. 4, s. 289-294
10. ↑  
Read, A. W.; Weary, D. M. (1990), "Sexual selection and the evolution of bird song: A test of the Hamilton-Zuk hypothesis", Behavioral Ecology and Sociobiology, vol. 26, no. 1, s. 47-56, doi:10.1007/BF00174024, arkiveret fra originalen 24. september 2019, hentet 24. september 2013
11. ↑  
Garamszegi, L. Z.; Møller, A. P.; Török, János; Michl, Gábor; Péczely, Péter; Richard, Murielle (2004), "Immune challenge mediates vocal communication in a passerine bird: an experiment", Behavioral Ecology, vol. 15, no. 1, s. 148-157, doi:10.1093/beheco/arg108
12. ↑  
Redpath, S. M.; Appleby, Bridget M.; Petty, Steve J. (2000), "Do male hoots betray parasite loads in Tawny Owls?", Journal of Avian Biology, vol. 31, no. 4, s. 457-462, doi:10.1034/j.1600-048X.2000.310404.x
13. ↑  
Reid, J. M.; Arcese, Peter; Cassidy, Alice L. E. V.; Hiebert, Sara M.; Smith, James N. M.; Stoddard, Philip K.; Marr, Amy B.; Keller, Lukas F. (2005), "Fitness Correlates of Song Repertoire Size in Free-Living Song Sparrows (Melospiza melodia)", The American Naturalist, 165 (3): 299-310, doi:10.1086/428299, PMID 15729661
14. 1 2  
Møller, A. P.; Erritzøe, J.; Garamszegi, L. Z. (2005), "Covariation between brain size and immunity in birds: implications for brain size evolution" (PDF), Journal of Evolutionary Biology, 18 (1): 223-237, doi:10.1111/j.1420-9101.2004.00805.x, PMID 15669979
15. ↑  
Hyman, Jeremy (2003), "Countersinging as a signal of aggression in a territorial songbird" (PDF), Animal Behaviour, 65 (6): 1179-1185, doi:10.1006/anbe.2003.2175, arkiveret fra originalen (PDF) 8. marts 2012, hentet 24. september 2013
16. ↑  
Betts, M. G.; Hadley, A. S.; Rodenhouse, N.; Nocera, J. J. (2008), "Social Information Trumps Vegetation Structure in Breeding-Site Selection by a Migrant Songbird", Proceedings: Biological Sciences, 1648, 275: 2257-2263, doi:10.1098/rspb.2008.0217
17. ↑  Jon Bjørn Andersen (1992), side 118-120
18. ↑  Jon Bjørn Andersen (1992), side 144
19. 1 2  
Marler, P. (1955), "Characteristics of some animal calls", Nature, 176 (4470): 6-8, doi:10.1038/176006a0
20. ↑  
A Bird's World: Speaking in a Bird's Language, Museum of Science, Boston, 2008, arkiveret fra originalen 22. marts 2012, hentet 24. september 2013
21. ↑  
Lengagne, T.; Lauga, J.; Aubin, T. (2001), "Intra-syllabic acoustic signatures used by the King Penguin in parent-chick recognition: an experimental approach" (PDF), The Journal of Experimental Biology, 204 (Pt 4): 663-672, PMID 11171348
22. ↑  
Delport, Wayne; Kemp, Alan C.; Ferguson, J. Willem H. (2002), "Vocal identification of individual African Wood Owls Strix woodfordii: a technique to monitor long-term adult turnover and residency", Ibis, 144 (1): 30-39, doi:10.1046/j.0019-1019.2001.00019.x
23. ↑  
Thorpe, W. H. (1963), "Antiphonal Singing in Birds as Evidence for Avian Auditory Reaction Time", Nature, 197 (4869): 774-776, doi:10.1038/197774a0
24. ↑  
Stokes, A. W.; Williams, H. W. (1968), "Antiphonal calling in quail" (PDF), Auk, 85: 83-89
25. ↑  
Harris, Tony; Franklin, Kim (2000), Shrikes and Bush-Shrikes, Princeton University Press, s. 257–260, ISBN 0-691-07036-9
26. ↑  
Osmaston, B. B. (1941), ""Duetting" in birds", Ibis, 5 (2): 310-311, doi:10.1111/j.1474-919X.1941.tb00620.x
27. ↑  
Power, D. M. (1966), "Antiphonal duetting and evidence for auditory reaction time in the Orange-chinned Parakeet", Auk, 83: 314-319
28. ↑  
Suthers, R. A.; Hector, D. H. (1985), "The physiology of vocalization by the echolocating Oilbird, Steatornis caripensis", J. Comp. Physiol., 156 (2): 243-266, doi:10.1007/BF00610867
29. ↑  
Suthers, R. A.; Hector, D. H. (1982), "Mechanism for the production of echolocating clicks by the Grey Swiftlet, Collocalia spodiopygia", J. Comp. Physiol. A, 148 (4): 457-470, doi:10.1007/BF00619784
30. ↑  
Coles, R. B.; Konishi, M.; Pettigrew, J. D (1987), "Hearing and echolocation in the Australian Grey Swiftlet, Collocalia spodiopygia", J. Exp. Biol., 129: 365-371
31. ↑  
Lieser, M.; Berthold, P.; Manley, G. A. (2005), "Infrasound in the capercaillie ( Tetrao urogallus  )", Journal of Ornithology, 146 (4): 395-398, doi:10.1007/s10336-005-0003-y
32. ↑  Jon Bjørn Andersen (1992), side 95
33. ↑  
Andersen, Jon Bjørn (1987), "Hvornår synger fuglene", Se på fugle, Gads Forlag/Dansk Ornitolgisk Forening, s. 139-140, ISBN 87-12-01703-5
34. ↑  Jon Bjørn Andersen (1992), side 77-80
35. ↑  
Andersen, Jon Bjørn (1987), "Fugleuret", Se på fugle, Gads Forlag/Dansk Ornitolgisk Forening, s. 140-141, ISBN 87-12-01703-5
36. ↑  Jon Bjørn Andersen (1992), side 81-82
37. 1 2  
Hansen, Poul (1987), "Fuglestemmer", Se på fugle, Gads Forlag/Dansk Ornitolgisk Forening, s. 131-146, ISBN 87-12-01703-5
38. ↑  Jon Bjørn Andersen (1992), side 115-116
39. ↑  
Blaising, Gilbert, Pour les oiseaux, chanter est indispensable (fransk), oiseau.net
40. ↑  
Goodale, E.; Kotagama, S. W. (2005), "Testing the roles of species in mixed-species bird flocks of a Sri Lankan rain forest", Journal of Tropical Ecology, 21 (6): 669-676, doi:10.1017/S0266467405002609
41. ↑  
Kelley, L. A.; Coe, R. L.; Madden, J R.; Healy, S. D. (2008), "Vocal mimicry in songbirds", Animal Behaviour, 76 (3): 521-528, doi:10.1016/j.anbehav.2008.04.012
42. ↑  
Marler, Peter; Slabbekoorn, Hans Willem (2004), Nature's music: the science of birdsong, Academic Press, s. 145, ISBN 0-12-473070-1
43. ↑  Jon Bjørn Andersen (1992), side 105-114
44. ↑  
Génsbøl, Benny; Kielland, Axel (2009), Fuglestemmer du skal kende, s. 6, ISBN 978-87-02-07937-1
45. ↑  
Dooling, R. J. (1982),  Kroodsma, D. E.; Miller, E. H. (red.), Auditory perception in birds. Acoustic Communication in Birds, Vol. 1, s. 95-130
46. ↑  
Ey, Elodie; Fischer, J. (13. april 2012), "The "acoustic adaptation hypothesis" - a review of the evidence from birds, anurans and mammals", Bioacoustics, 19 (1-2): 21-48
47. ↑  
Tubaro, Pablo L.; Segura, Enrique T. (november 1994), "Dialect Differences in the Song of Zonotrichia capensis in the Southern Pampas: A Test of the Acoustic Adaptation Hypothesis" (PDF), The Condor, 96 (4): 1084-1088
48. ↑  
Slabbekoorn, Hans; Ellers, Jacintha; Smith, Thomas B. (2002), "Birdsong and sound transmission: the benefits of reverberations", The Condor, 104: 564-573, doi:10.1650/0010-5422(2002)104[0564:BASTTB]2.0.CO;2
49. ↑  
Brumm, Henrik (2004), "The impact of environmental noise on song amplitude in a territorial bird", Journal of Animal Ecology, 73 (3): 434-440, doi:10.1111/j.0021-8790.2004.00814.x
50. ↑  
Slabbekoorn, H.; Peet, M. (2003), "Birds sing at a higher pitch in urban noise", Nature, 424 (6946): 267, doi:10.1038/424267a, PMID 12867967
51. ↑  
Halfwerk, Wouter; Holleman, L.J.M.; Lessells, C.M.; Slabbekoorn, H. (februar 2011), "Negative impact of traffic nosie on avian reproductive success", Journal of Applied Ecology, 48 (1): 210-219
52. ↑  
Luther, David A.; Derryberry, E.P. (april 2012), "Birdsongs keep pace with city life: changes in song over time in an urban songbird affects communication", Animal Behaviour, 83 (4): 1059-1066
53. ↑  
Barrington, D. (1773), "Experiments and observations on the singing of birds" (PDF), Philosophical Transactions of the Royal Society of London, 63: 249-291, doi:10.1098/rstl.1773.0031
54. ↑  
Marler, P.; Tamura, M. (1962), "Song dialects in three populations of the white-crowned sparrow", Condor, 64 (5): 368-377, doi:10.2307/1365545, JSTOR 1365545
55. ↑  
Sober, Samuel J.; Brainard, Michael S. (14. juni 2009), "Adult birdsong is actively maintained by error correction", Nature Neuroscience, 12 (7): 927-931, doi:10.1038/nn.2336
56. ↑  
Liu, Wan-chun; Gardner, Timothy J.; Nottebohm, Fernando (17. december 2004), Juvenile zebra finches can use multiple strategies to learn the same song, vol. 101, PNAS, doi:10.1073/pnas.0408065101